# Skelning
Skelning (heterofori vid latent skelning eller heterotropi vid konstant skelning) eller strabism, i allmänt språkbruk även vindögdhet, skelögdhet med mera, är en rubbning i ögonens ställning, rörelser och samverkan, men räknas inte till refraktionsfelen (synfelen), utan till ställningsfelen. 
I viloläge intar ögonen en konstant ställning, i det idealiska fallet är ögonaxlarna parallella (ortofori). Om ögonaxlarna inte är parallella råder heterofori (skelning). Denna indelas allt efter ögats avvikelse i exofori (utåtskelning), esofori (inåtskelning), hypofori (nedåtskelning), hyperfori (uppåtskelning) och slutligen cyklofori som yttrar sig i ögats rotation omkring sin egen axel.
Skelningarna delas sedan in i 4 olika kategorier: 
1. Fori, där skelningen är "dold" (latent), det vill säga att den inte syns därför att den kompenseras av muskelverkan.
2. Dekompenserad fori, där skelningen är "dold" men muskelverkan inte är tillräcklig för att kompensera forin konstant.
3. Tropi, där skelningen är konstant (manifest skelning).
4. Intermittent tropi, där skelningen pendlar mellan att vara dekompenserad fori till att vara konstant (tropi).

Vid kraftigare skelningar kan de kompenseras med hjälp av ortoptiska övningar (som tränar ögonmusklerna), prismatiska linser i glasögon, tidsbegränsad förlamning av en av ögonmusklerna med Botox eller genom operativt ingrepp.

## Exofori
Vid exofori intar ögonaxlarna en ställning som pekat utåt. Med hjälp av synträning kan skelningen tränas bort om det är ögonmusklerna som är för svaga och orsakar skelningen.

## Esofori
Latent skelning där ögonaxlarna går inåt mot näsan.

## Hyper- och hypofori
Hyperfori respektive hypofori är skelningar där ögat intar en ställning i vertikal led, det vill säga uppåt (superiort) eller neråt (inferiort). I de flesta fall där man har en hyperfori på ena ögat har man en hypofori på det andra ögat.